# پیتر کروترز (اسکیت‌باز)
پیتر کروترز (انگلیسی: Peter Carruthers؛ زادهٔ ۲۲ ژوئیهٔ ۱۹۵۹) اسکیت‌باز نمایشی، و مفسر ورزشی اهل ایالات متحده آمریکا است.